# Palicourea tilaranensis
Palicourea tilaranensis är en måreväxtart som beskrevs av Charlotte M. Taylor. Palicourea tilaranensis ingår i släktet Palicourea och familjen måreväxter.
Artens utbredningsområde är Costa Rica. Inga underarter finns listade i Catalogue of Life.